# Ignatius Conrad
Ignatius Conrad OSB (Taufname: Nikolaus; * 15. November 1846 in Auw; † 13. März 1926 in Baldegg) war 1. Abt von Neu-Subiaco, USA.

## Kurzbiografie
Nikolaus Conrad wurde in eine 15-köpfige religiös geprägte Bauernfamilie geboren. Er begann das Gymnasium in Engelberg und trat 1868 in das Kloster Einsiedeln ein. 1871 wurde er Priester wie vier seiner Brüder. Ignatius Conrad wirkte kurze Zeit an der Klosterschule und folgte seinem Bruder Frowin Conrad nach Conception in den USA. 1878 bis 1892 war er Pfarrer an der Kathedrale von St. Joseph (Missouri). 1892 wurde Pater Ignaz zum ersten Abt des Klosters Neu-Subiaco in Arkansas gewählt. Auf seiner Heimatreise starb er 1926 im Kloster Baldegg.